# Liste der afghanischen Botschafter in Indien

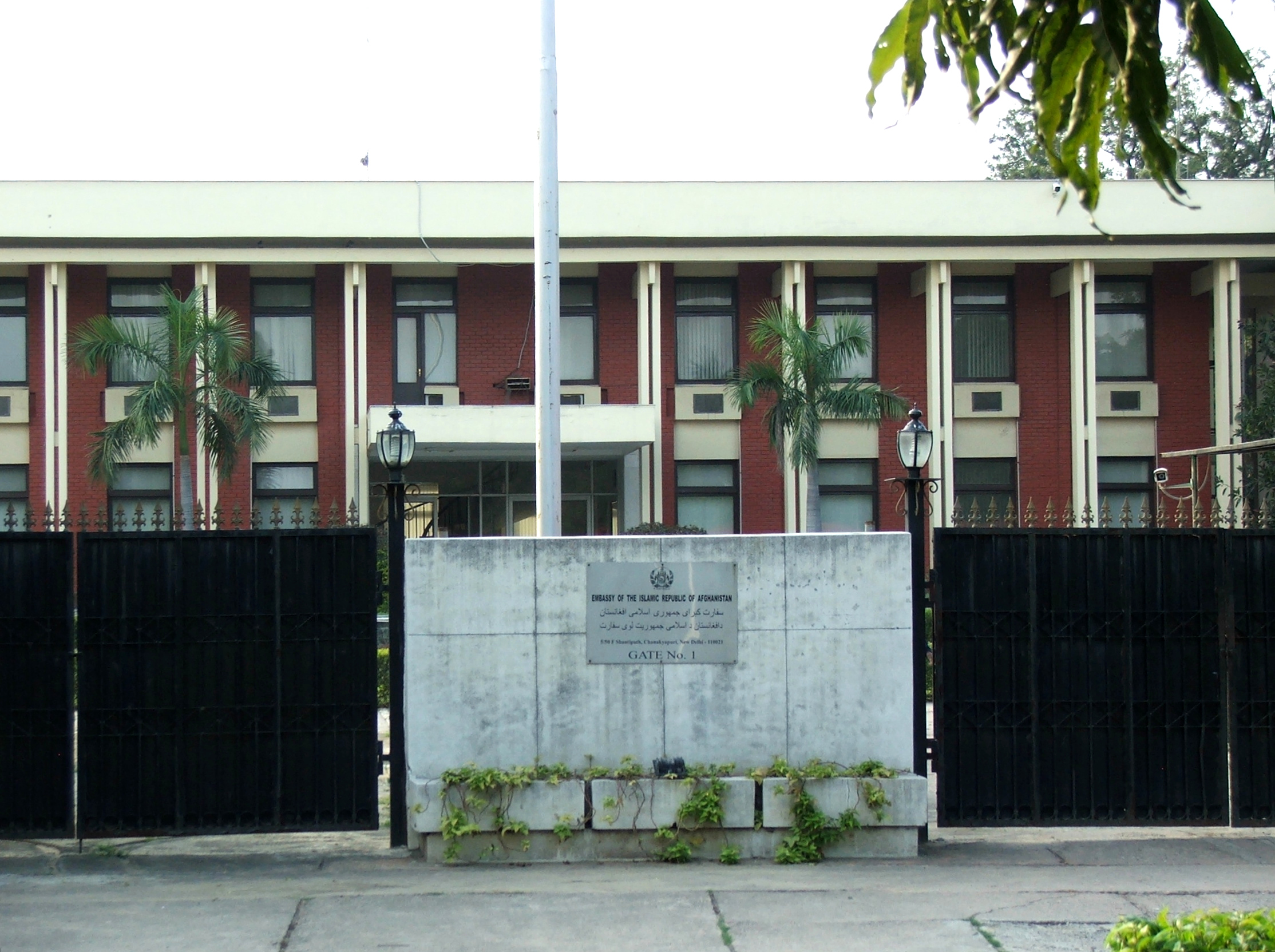
Afghanische Botschaft in Shantipath, Chanakyapuri, Neu-Delhi 110021.

Der Botschafter in Neu-Delhi ist regelmäßig auch in Katmandu, Thimphu und Malé akkreditiert.
| Ernannt / Akkreditiert | Name                    | Bemerkungen | ernannt während der Regierung von | akkreditiert während der Regierung | Posten verlassen |
| ---------------------- | ----------------------- | --- | --------------------------------- | ---------------------------------- | ---------------- |
| 1954                   | Sardar Najibullah       | legte am 3. Dezember 1947 sein Akkreditierungsschreiben in Karatschi vor. | Mohammed Sahir Schah              | Jawaharlal Nehru                   |                  |
| 1958                   | Abdul Husain Aziz       | | Mohammed Sahir Schah              | Jawaharlal Nehru                   |                  |
| 1966                   | Mohammed Kabir Ludin    | | Mohammed Sahir Schah              | Indira Gandhi                      |                  |
| 1966                   | Attaullah Nasser Zia    | | Mohammed Sahir Schah              | Indira Gandhi                      |                  |
| 1968                   | Muhammad Umar           | | Mohammed Sahir Schah              | Indira Gandhi                      |                  |
| 1970                   | Abdul Hakim Tabibi      | | Mohammed Sahir Schah              | Indira Gandhi                      |                  |
| 1973                   | Abdul Rahman Pazhwak    | | Mohammed Sahir Schah              | Indira Gandhi                      |                  |
| 1973                   | Abdul Zahir             | | Mohammed Sahir Schah              | Indira Gandhi                      |                  |
| 1976                   | Hamidullah Enayat Seraj | 1974: Ambassador to the Court of St James’s | Mohammed Sahir Schah              | Indira Gandhi                      |                  |
| 1978                   | Pacha Gul Wafadar       | ab 1. September 1978 akkreditiert, Luftwaffenoffizier mit Ausbildung in der Sowjetunion, sprach die Paschtunische Sprache, war bis März 1974 in der Regierung von Mohammed Daoud Khan Minister für Stammesangelegenheiten. | Nur Muhammad Taraki               | Morarji Desai                      | 1983             |
| 2001                   | Massoud Khalili         | [ 2 ] | Hamid Karzai                      | Atal Bihari Vajpayee               |                  |
| 2007                   | Sayed Makhdoom Raheen   | | Hamid Karzai                      | Manmohan Singh                     |                  |
| 30. Juni 2010          | Nanguyalai Tarzi        | [ 3 ] | Hamid Karzai                      | Manmohan Singh                     |                  |
| 13. Juli 2012          | Shaida Mohammad Abdali  | [ 4 ] | Hamid Karzai                      | Manmohan Singh                     |                  |